# Reinaldo de Châtillon
Reinaldo de Châtillon ou Reginaldo de Chastillon (Renaud de Châtillon em francês) (Châtillpn-sur-Loire, c. 1124 – Hatim, 4 de julho de 1187) foi um cavaleiro que serviu na Segunda Cruzada e permaneceu na Terra Santa após a sua derrota. Personagem controverso, governou como príncipe de Antioquia de 1153 a 1160, e através do seu segundo casamento tornou-se senhor da Transjordânia e de Hebrom.

## Príncipe de Antioquia

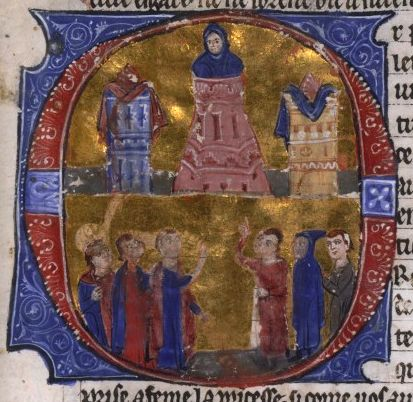
Reinaldo de Châtillon a torturar o patriarca de Antioquia (manuscrito da Historia de Guilherme de Tiro, São João de Acre, século XIII

Não há certeza sobre as origens de Reinaldo de Châtillon:
- O historiador francês Du Cange, no século XVII, acreditava que o cavaleiro era originário de Châtillon-sur-Marne, na província de Champanhe ;
- Segundo Jean Richard[1] e Pierre Aubé,[2] era filho de Hervé II de Donzy e herdara Châtillon-sur-Loing (actual Châtillon-Coligny) antes de aderir à Segunda Cruzada em 1147;
- Segundo outras fontes, era o segundo filho de Henrique I de Châtillon, senhor de Châtillon-sur-Loing, com a sua esposa Ermengarda de Montjay, senhora e herdeira de Montjay .[3]

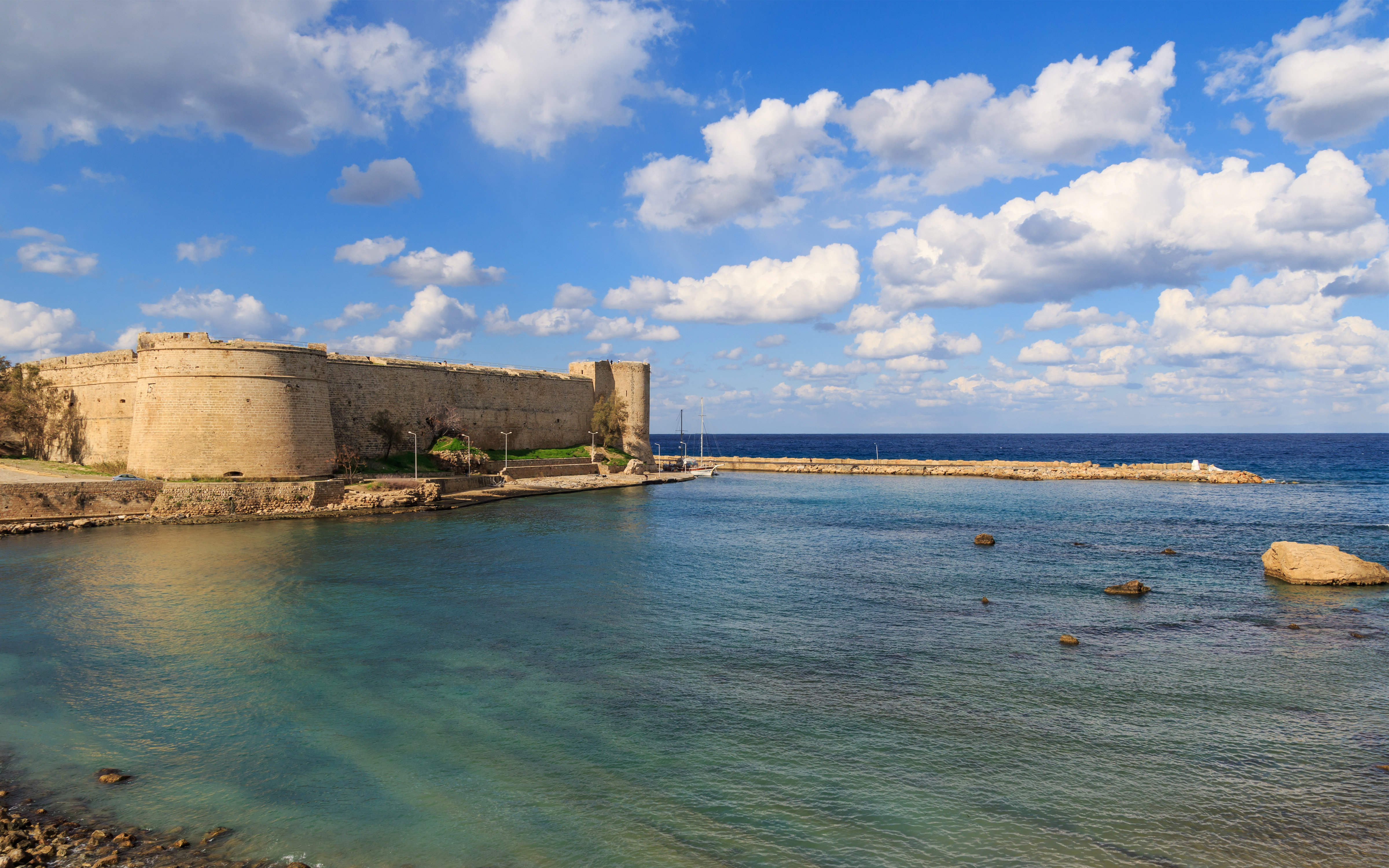
Fortaleza de Cirênia no Chipre, atacada de surpresa pelas forças de Reinaldo de Châtillon

Ao chegar ao Oriente, entrou ao serviço de Constança de Antioquia (r. 1131–1160), cujo primeiro marido morrera em 1149. Constança casou-se em segredo com Reinaldo em 1153, sem consultar o seu primo e suserano Balduíno III de Jerusalém (r. 1143–1162). Tanto o rei de Jerusalém como o patriarca latino de Antioquia, Amalrico de Limoges, desaprovaram a escolha da princesa, devido à linhagem inferior de Reinaldo.
Em 1155, com o pretexto de que o Imperador Manuel I Comneno (r. 1143–1180) renegara a promessa que lhe fizera de pagar uma soma em dinheiro pelos seus serviços militares contra o príncipe Teodoro II da Arménia (r. 1140–1169), Reinaldo prometeu atacar o território bizantino de Chipre em retaliação. Quando o patriarca de Antioquia se recusou a financiar esta expedição, o príncipe aprisionou-o e torturou-o: despido, as suas feridas foram cobertas com mel e foi colocado no topo da cidadela, exposto aos insectos e ao sol ardente do Levante. Quando foi libertado, Amalrico de Limoges desfaleceu de exaustão e concordou em financiar a expedição de Reinaldo.
Aliado ao seu antigo inimigo Teodoro, Reinaldo derrotou as defesas bizantinas sem dificuldades e depois assolou sistematicamente a ilha: campos agrícolas foram queimados, soldados massacrados, igrejas, palácios e conventos pilhados e incendiados, mulheres estupradas, velhos e crianças degolados, os homens ricos presos para a obtenção de resgates e os pobres decapitados. Antes de sair do Chipre com os seus despojos, Reinaldo reuniu todos os padres e monges gregos - cortou-lhes os narizes e enviou-os a Constantinopla.
Mesmo numa época em que a pirataria contra Bizâncio era comum, a violência deste ataque foi registrada com particular indignação pelos cronistas. Muito rapidamente, o príncipe de Antioquia tornou-se odiado pelos seus vizinhos muçulmanos de Alepo, pelos bizantinos e pelos seus próprios súbditos. Durante os três anos após o ataque ao Chipre, Reinaldo manteve-se ao lado do rei Balduíno III de Jerusalém nos vários combates contra as forças muçulmanas, o que lhe permitiu reconquistar a fortaleza de Harim a Noradine (r. 1146–1174) em 1158.
Entretanto, o imperador Manuel I Comneno, forçado a abandonar as suas ambições no Mediterrâneo ocidental, ficou com recursos para intervir no Oriente. Os príncipes cruzados do Levante desejavam aliar-se ao imperador e Balduíno III de Jerusalém casou-se com a sua sobrinha.
O bizantino reuniu um exército poderoso, reconquistou a Cilícia aos arménios, como represália pela participação do príncipe Teodoro II da Arménia no ataque a Chipre, e passou o Inverno a 150 quilómetros de Antioquia. Isolado, Reinaldo de Châtillon sabia que os outros príncipes cruzados desaprovaram a sua conduta no Chipre e que não teria ajudas contra Manuel I. Deste modo, viu-se forçado a implorar, prosternado, de pés nus e com uma corda ao pescoço, o perdão do imperador.
Como contrapartida pela sua clemência, em Abril de 1159, o bizantino entrou pacificamente em Antioquia para receber o juramento de vassalagem do Principado de Antioquia ao Império Bizantino, e a promessa do príncipe de aceitar um patriarca grego na sua cidade. No ano seguinte, quando o imperador veio encontrar-se com o rei Balduíno III de Jerusalém, Reinaldo foi teve de fazer o ato simbólico de conduzir o cavalo de Manuel para dentro da cidade.
Pouco depois deste encontro, a 23 de novembro de 1160, o príncipe de Antioquia foi capturado pelos muçulmanos durante uma expedição de pilhagem contra os sírios e arménios nas proximidades de Marache. Ficou aprisionado por Noradine em Alepo durante 16 anos. Durante o seu cativeiro, Constança de Antioquia morreu e Boemundo III de Antioquia (r. 1163–1201), filho do primeiro casamento desta com Raimundo de Poitiers (r. 1136–1149), assumiu o governo do principado.
Reinaldo foi libertado em 1176 por Sale Ismail Maleque, filho de Noradine. Segundo algumas fontes isto ocorreu numa numa troca de prisioneiros; outras fontes afirmam que, por ser padrasto da imperatriz Maria de Antioquia, foi resgatado por Manuel Comneno pela exorbitante quantia de 120 000 dinares (500 quilos) de ouro. 

## Apogeu
Reinaldo serviu como enviado do rei Balduíno IV de Jerusalém (r. 1174–1185) ao imperador Manuel I Comneno. Uma vez que a sua esposa Constança de Antioquia morrera em 1163, foi-lhe cedido um matrimónio vantajoso com Estefânia de Milly, a abastada viúva de Onofre III de Toron e Miles de Plancy, e herdeira do Senhorio da Transjordânia, incluindo os castelos de Queraque e Montreal, a sudoeste do mar Morto. Estas fortalezas controlavam as rotas de comércio entre o Egito e Damasco e davam acesso ao mar Vermelho.

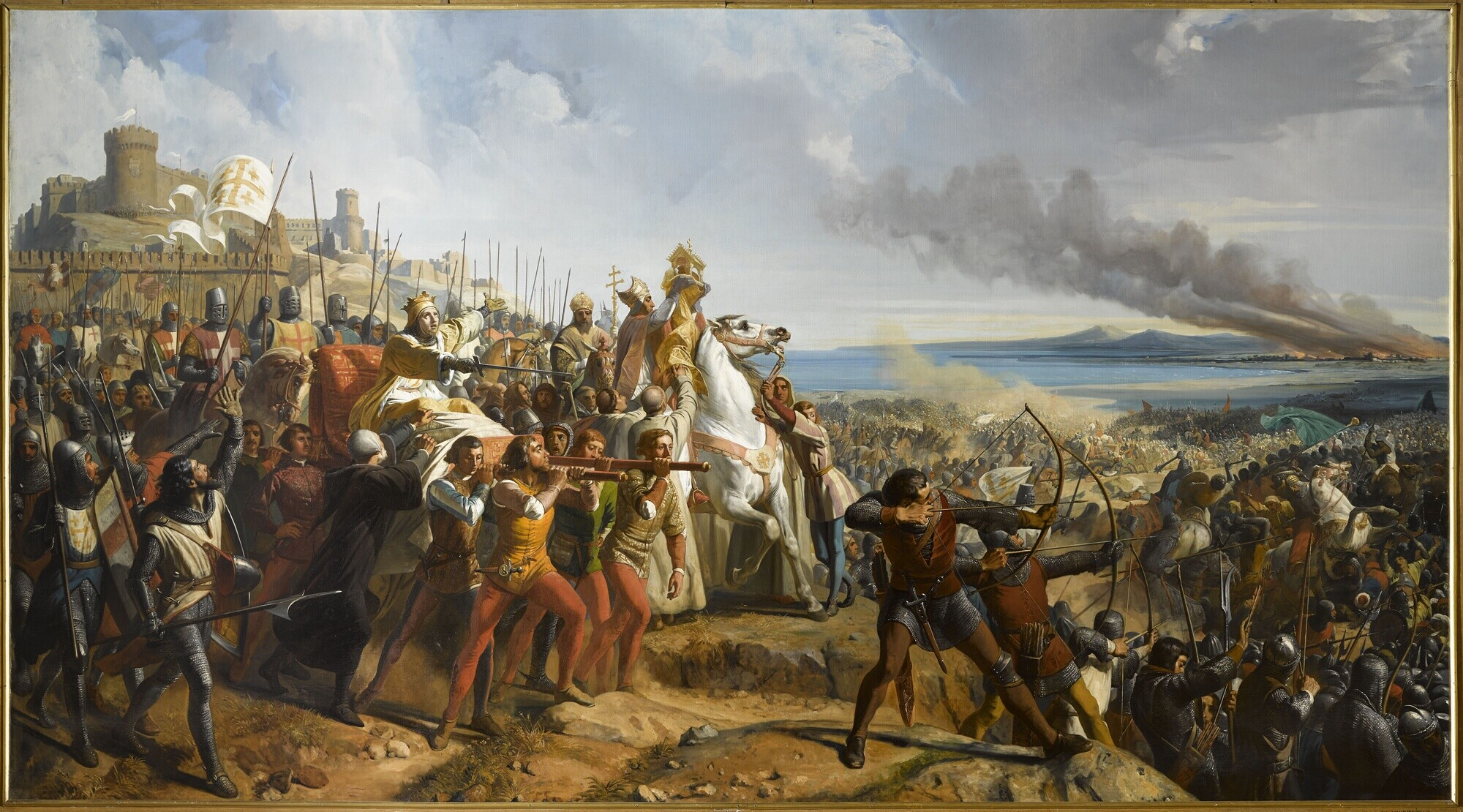
Representação da batalha de Monte Gisardo

O longo período que passara aprisionado não apaziguaram o nobre impetuoso, que continuou a somar provocações a todos os poderes da região - bizantinos, muçulmanos e latinos. Aliado aos Templários, exercia uma forte influência sobre a corte de Jerusalém. Era partidário de uma política de conquista face aos muçulmanos, mais motivada pelo espólio das pilhagens do que por considerações estratégicas. Mais uma vez o nobre se evidenciou pela sua crueldade, agora em Queraque, frequentemente lançando os seus inimigos e reféns das muralhas para as rochas abaixo do castelo.
Contrariamente ao que escreveram os cronistas francos, que teriam pretendido minimizar o seu papel nesta ocasião, em Novembro de 1177 esteve à frente do exército do Reino Latino de Jerusalém que derrotou Saladino (r. 1174–1193) em 25 de novembro de 1177 na batalha de Monte Gisardo, na qual o líder muçulmano escapou por pouco à prisão ou morte.
Em 1181 a tentação de atacar as caravanas que passavam por Queraque foi demasiada e, apesar das tréguas acordadas entre Saladino e Balduíno IV, iniciou as pilhagens. O sultão exigiu reparações do rei de Jerusalém, mas este respondeu que se via incapaz de controlar o seu vassalo impetuoso. Em consequência, a guerra entre muçulmanos e o reino latino reiniciou em 1182.
Durante as hostilidades, Reinaldo ainda lançou navios no mar Vermelho, para iniciar actos de pirataria, mas também para ameaçar Meca e Medina, duas das cidades mais santas do Islão. Os seus piratas atacaram a costa do mar Vermelho na região de Hejaz, pilhando portos muçulmanos e chegando a atacar um barco de peregrinos muçulmanos que se dirigia para Jidá.

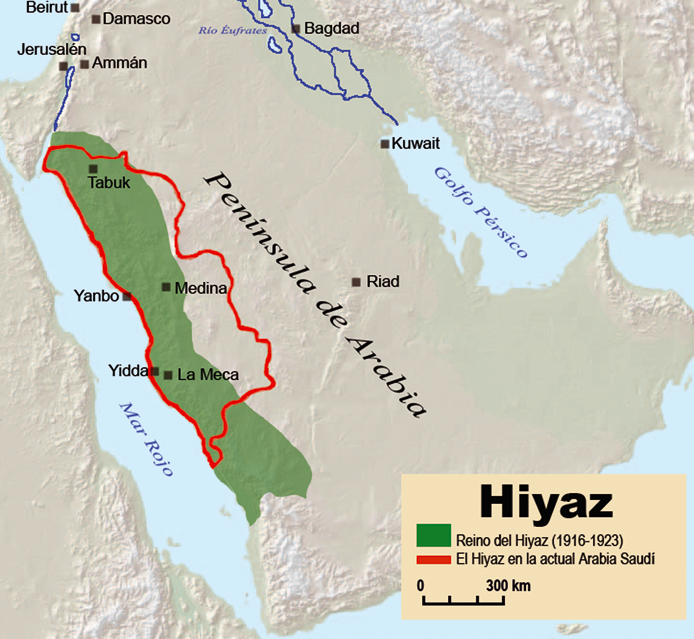
Região de Hejaz, no mar Vermelho. Estão assinaladas no mapa as cidades de Meca e Medina, bem como Jerusalém, a sul da qual se localizavam os domínios de Reinaldo de Châtillon

Enquanto Reinaldo, carregado com os despojos, voltava para as suas terras, os seus homens continuaram os saques no mar Vermelho. A ideia por detrás dos ataques deveria parecer muito boa: ameaçar esta região criaria uma diversão útil para afastar as forças árabes do Reino de Jerusalém. Mas isto exigia mais meios e uma estratégia mais fria que Reinaldo de Châtillon, como demonstra toda a sua biografia, não possuía.
Quando Al-Adil I (r. 1200–1218), irmão de Saladino, enviou uma frota para erradicar os piratas, encontrou-os a curta distância de Medina. Conduzidos a Cairo, estes foram decapitados em público, mas Reinaldo conseguiu escapar para Moab.
A provocação de atacar os lugares santos do Islão teve como consequência a união do mundo muçulmano e o endurecimento da sua atitude contra os cristãos latinos. Em 1183, durante o casamento de Onofre IV de Toron com Isabel de Jerusalém (r. 1192–1205), Saladino impôs um cerco a Queraque, que foi levantado pelo conde Raimundo III de Trípoli (r. 1152–1187).
Reinaldo manteve uma presença discreta até 1186, quando se aliou a Sibila de Jerusalém (r. 1186–1190) e a Guido de Lusinhão (r. 1186–1194) contra Raimundo III de Trípoli, e a sua influência contribuiu para o reconhecimento de Guido como rei de Jerusalém. Apesar do conde de Trípoli e da família Ibelin tentarem promover a subida ao trono da princesa Isabel de Jerusalém, Onofre IV manteve-se leal ao partido do padrasto e de Guido.
Pouco depois, Reinaldo atacou uma caravana que viajava entre Cairo e Damasco, violando a trégua entre Saladino e os cruzados. No ano seguinte o líder muçulmano enviaria um exército para proteger uma outra caravana (em Março de 1187), na qual viajava uma irmã sua, regressando de uma peregrinação a Meca. Algumas crónicas posteriores, como as continuações da Historia de Guilherme de Tiro no século XIII, confundiram estes dois eventos e afirmaram erroneamente que uma irmã, tia ou mesmo a mãe de Saladino, tinha sido aprisionada pelos cristãos, mas estes relatos são contraditos por fontes árabes como Abu Xama e ibne Alatir.
Guido de Lusinhão repreendeu Reinaldo pelos ataques, numa tentativa de aplacar Saladino, mas o nobre respondeu que era senhor das suas próprias terras e que não acordara qualquer paz com o muçulmano. Por sua vez, Saladino fez um juramento de cortar a cabeça de Reinaldo se alguma vez o aprisionasse.

## Derrota e morte
Em 1187, Saladino invadiu o Reino de Jerusalém, derrotando os cruzados a 4 de Julho na batalha de Hatim e fazendo um grande número de prisioneiros, entre os quais Reinaldo de Châtillon e Guido de Lusinhão. Ambos foram conduzidos à tenda do sultão onde, segundo os acontecimentos presenciados e relatados pelo cronista Imadadim de Ispaã:

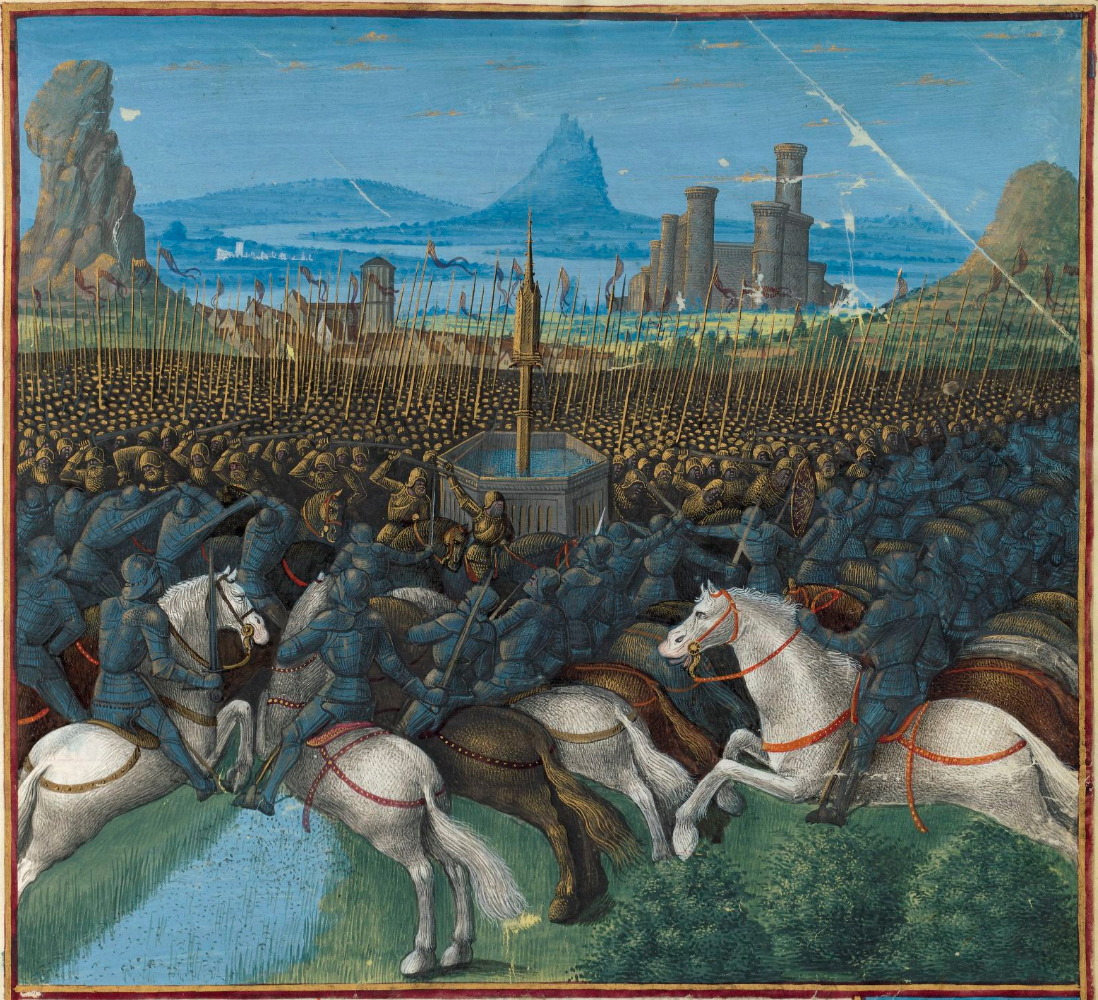
Ilustração da batalha de Hatim em um manuscrito medieval

| “ | Saladino convidou o rei [Guido] a sentar-se ao seu lado, e quando Arnate [Reinaldo] por sua vez entrou, sentou-o ao lado do seu rei e lembrou-o das suas más acções. "Quantas vezes vós fizestes uma promessa e a violastes? Quantas vezes vós assinastes acordos que nunca respeitastes?" Reinaldo respondeu através de um tradutor: "Os reis sempre agiram assim. Eu não fiz nada mais." Durante isto, o rei Guido arquejava com sede, a sua cabeça balançando como se estivesse ébrio, o seu rosto traindo grande medo. Saladino disse-lhe palavras tranquilizadoras, e mandou trazer água fresca, que lhe ofereceu. O rei bebeu, depois passou o restante a Reinaldo, que então saciou a sua sede. O sultão então disse a Guido: "Não pedistes permissão antes de lhe dardes água. Deste modo, não sou obrigado a conceder-lhe misericórdia." Depois de pronunciar estas palavras, o sultão sorriu, montou no seu cavalo e saiu, deixando os cativos em terror. Supervisionou o regresso das tropas e depois voltou à sua tenda. Ordenou que lhe trouxessem Reinaldo, depois avançou sobre ele, de espada em punho, e atingiu-o entre o pescoço e a omoplata. Quando Reinaldo caiu, cortou-lhe a cabeça e arrastou o corpo pelos pés até ao rei, que começou a tremer. Vendo-o assim perturbado, Saladino lhe disse em um tom tranquilizador: "Este homem só foi morto por causa da sua maleficência e perfídia". | ” |

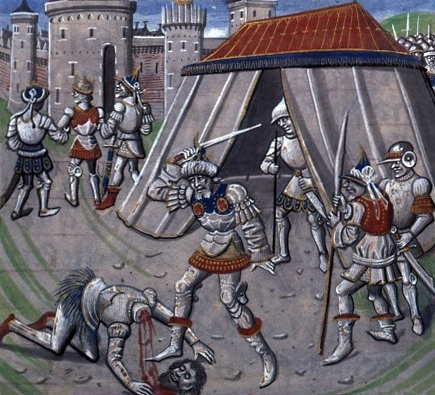
Morte de Reinaldo de Châtillon (Historia de Guilherme de Tiro, folio 399)

Guido de Lusinhão foi poupado e conduzido a Damasco, onde ficou algum tempo até ser libertado.
Para alguns cristãos da sua época, Reinaldo foi considerado um mártir morto às mãos dos muçulmanos. No entanto, a documentação histórica tende a refutar esta imagem idealizada, passando a impressão de este nobre ser um pirata salteador que pouco se preocupou com o bem do Reino de Jerusalém.
É possível até argumentar que os sucessos do reino latino foram desfeitos em larga medida pela imprudência de Reinaldo, que teria provocado desnecessariamente os estados muçulmanos ao redor do Ultramar, incitando-os à jihad e a criarem uma frente comum que erradicaria toda a presença ocidental no Levante.

## Casamentos e descendência
Do seu casamento em 1153 com Constança de Antioquia, Reinaldo teve uma filha:
- Inês de Antioquia (m. 1184), casada com o rei Bela III da Hungria.

Casado em segundas núpcias em 1177 com Estefânia de Milly, teve outra filha:
- Alice de Châtillon (m.1235), casada com Azão VI d'Este (que talvez fosse filha de Constança e não de Estefânia[3]).

## Na cultura

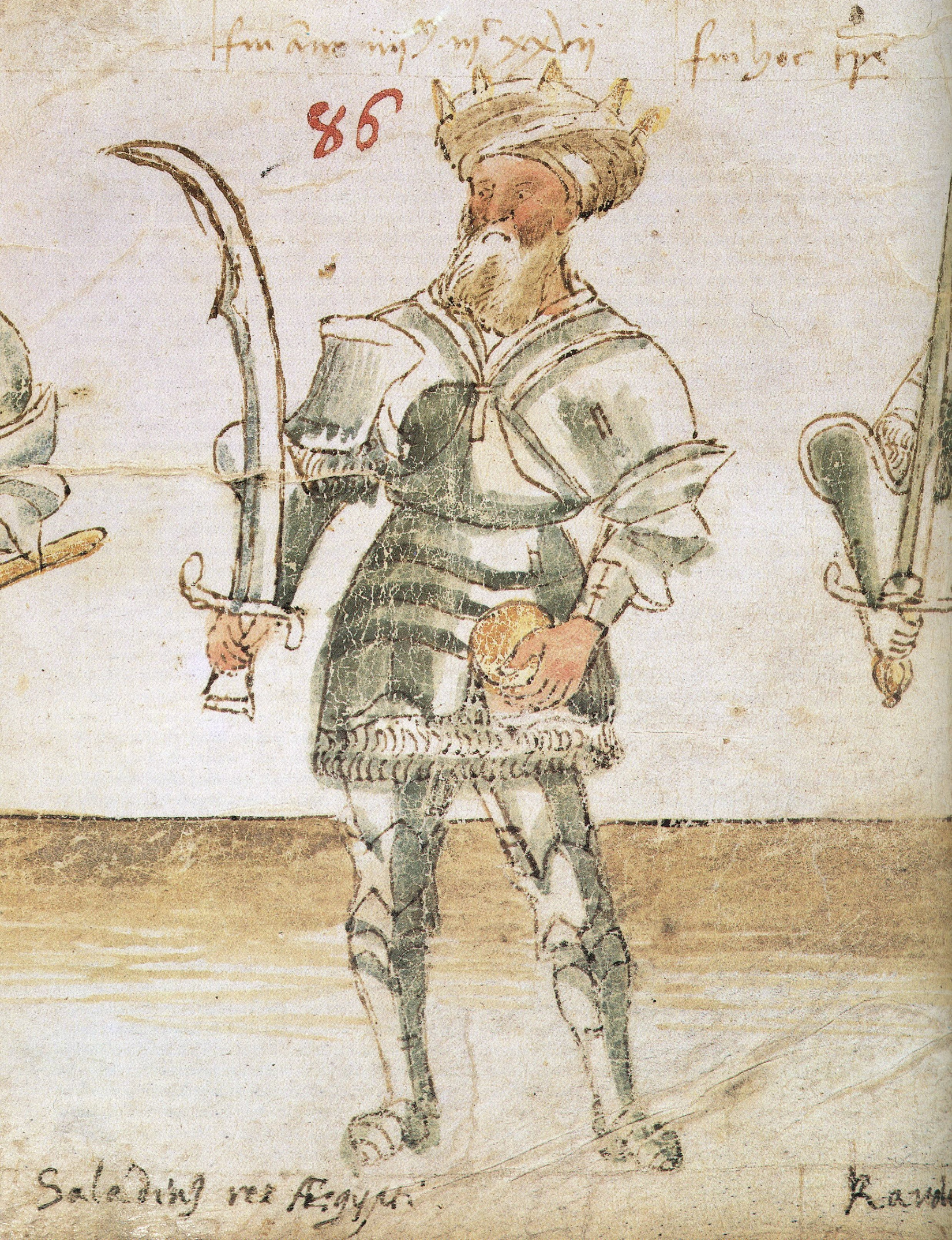
Saladin rex Aegypti, Saladino, o carrasco de Reinaldo de Châtillon, idealizado por um ilustrador ocidental num manuscrito do século XV

- A c. 1200, Pedro de Blois escreveu uma crónica da morte de Reinaldo na obra Passio Raginaldi principis Antiochae.
- No romance The Knights of Dark Renown (1969), Graham Shelby refere-se a este cruzado como o malévolo Lobo vermelho de Queraque.
- No filme egípcio El Naser Salah el Dine de Youssef Chahine (1963), é mais uma vez retratado negativamente.
- Na série de romance histórico Knights Templar Trilogy do sueco Jan Guillou, Reinaldo é um vilão conspirativo, incompetente e egoísta, que acelera o processo da perda da Terra Santa para Saladino.
- Foi também personagem principal do romance histórico Renaud de Châtillon, Satan des Francs ou la Colère d'Allah, de Jacques Thoquet.
- Uma versão muito ficcionalizada[4] deste príncipe é representada por Brendan Gleeson no filme de 2005 Kingdom of Heaven.
- Reinaldo é um NPC no jogo de computador Age of Empires: The Age of Kings , como um dos nêmesis de Saladino.
- Também surge como NPC no jogo de computador Baldur's Gate 2.
- É um dos vilões no video-jogo Assassin's Creed.